# Духовное управление мусульман Нижегородской области

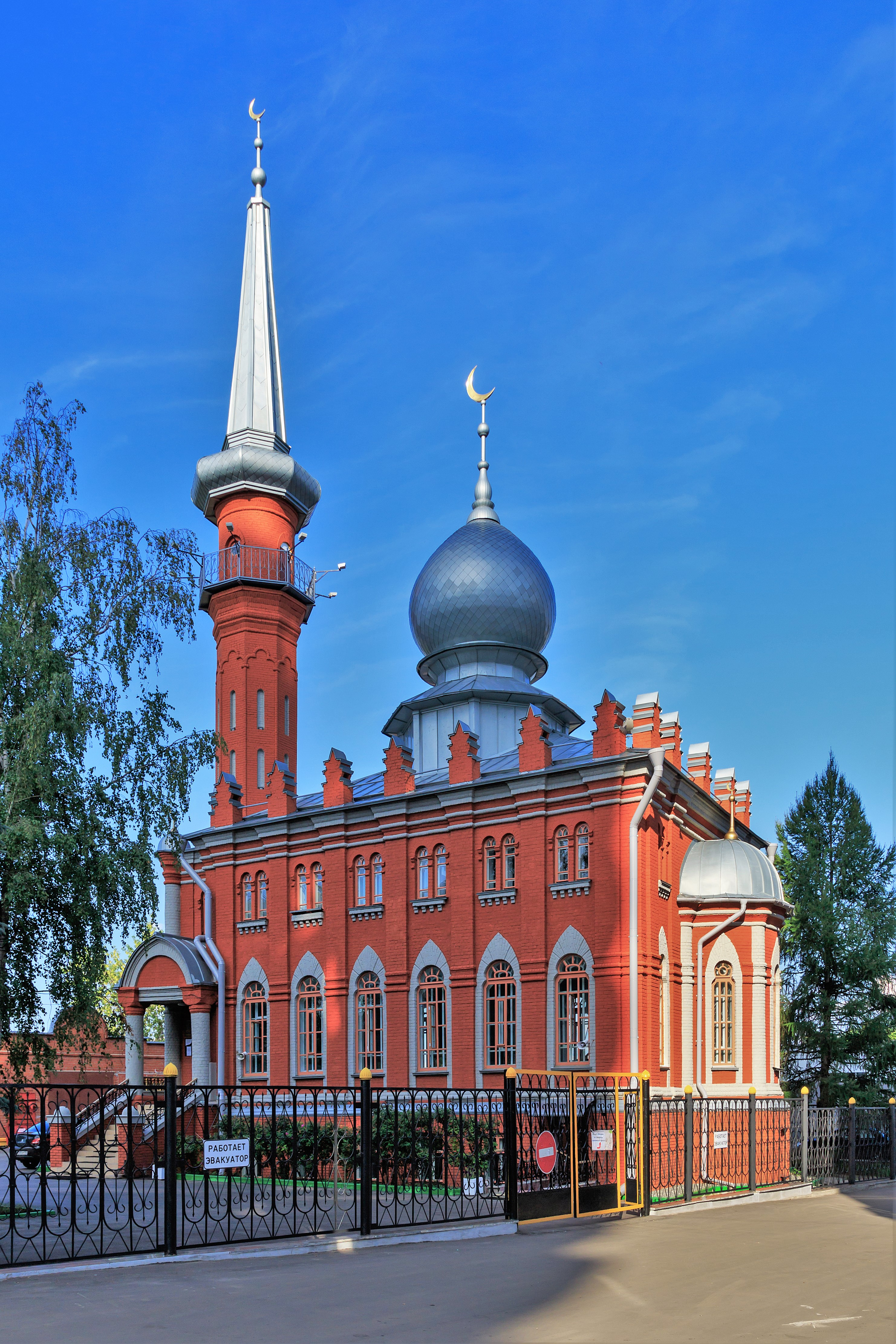
Соборная мечеть Нижнего Новгорода

Духовное управление мусульман Нижегородской области (ДУМНО) — религиозное объединение мусульман Нижегородской области.

## История
В 1950-е годы начали функционировать мечети в некоторых селах, и была зарегистрирована мусульманская община в Горьком. В 1988 году верующим было возвращено здание нижегородской Соборной мечети, на базе которой в 1991 году возник нижегородский мухтасибат, входивший в состав Центрального духовного управления мусульман СССР.
В 1993 году было создано Духовное управление мусульман Нижнего Новгорода и Нижегородской области. ДУМНО стало важнейшей структурой, организующей деятельность пяти нижегородских мухтасибатов, 57 приходов, централизованно контролирующей деятельность духовных образовательных учреждений, объединяющей всех мусульман края. С первых дней существования новой организации её возглавил имам-хатыб нижегородской Соборной мечети Умар-хазрат Идрисов. 
В связи с добровольной отставкой У. Идрисова в ноябре 2008 года на очередном Пленуме Духовного управления мусульман Нижегородской области председателем ДУМНО был избран имам-хатыб Дзержинска Гаяз-хазрат Закиров, являвшимся единственным кандидатом на этот пост.
ДУМНО занимается духовным просвещением нижегородцев, восстанавливает разрушенные за десятилетия советской власти мечети и систему образовательных учреждений, проповедует ислам.

## Структура
Аппарат ДУМНО возглавляет Дамир-хазрат Мухетдинов. В его структуру входят отдел образования и науки, отдел информации и пропаганды ислама, отдел благотворительности, отдел архитектуры и строительства и отдел статистики и регистрации.
В ведении отдела статистики и регистрации находится оформление новых приходов, сбор информации об их функционировании. Отдел архитектуры и строительства занимается реставрацией старых мечетей, строительством новых, выделением земель под строительство, работой над архитектурными проектами.
В ведении отдела образования и науки ДУМНО находится система учреждений духовного образования Нижегородской области. Это летние школы, где дети изучают основы ислама; мактабы (воскресные школы); пять отделений медресе в селах области; исламское медресе «Махинур» и его филиал в селе Медяны Краснооктябрьского района — медресе «Медина».
За годы существования этих учреждений образование в них получили более десяти тысяч мусульман. В образовательных учреждениях ежегодно сотни людей получают начальное или среднее духовное образование. Студенты медресе изучают религиозные и светские дисциплины, а по окончании обучения получают квалификацию имам-хатыбов.
Отдел образования и науки сотрудничает с ведущими вузами региона. Семь лет в ННГУ им. Н. И. Лобачевского функционирует программа «Исламские исследования», в рамках которой студенты факультета международных отношений изучают основы ислама. Налажено сотрудничество с некоторыми школами Нижнего Новгорода и области, библиотеки которых пополняются учебными пособиями и книгами.
Отдел информации и пропаганды ислама координирует деятельность собственных средств массовой информации ДУМНО и ведёт сотрудничество с региональными и центральными СМИ. Старейшим из существующих при ДУМНО средств массовой информации является программа «Минарет», десять лет выходящая на телеканале ННТВ. Программа включает в себя рубрики, рассказывающие об истории и традициях ислама, о жизни мусульман.
Официальный сайт ДУМНО «Ислам в Нижнем Новгороде» — www.islamnn.ru содержит постоянно обновляемую информацию о деятельности ДУМНО, о мусульманских мероприятиях, проходящих в регионе и стране, и о событиях в жизни нижегородской мусульманской уммы. С 2004 года издается газета «Медина аль-Ислам», ставшая продолжением выпускавшегося в течение пяти лет бюллетеня «Нур аль-Ильм» и других газет на русском и татарском языках. Выходят научно-богословский журнал исламской доктрины «Минарет» и ежегодный журнал «Ислам на Нижегородчине», содержащий материалы об истории, культуре и быте нижегородских мусульман.
Отдел образования и науки и отдел информации и пропаганды ислама курируют издательскую деятельность ДУМНО. Ежегодно духовное управление издает десятки богословских учебников и книг, посвященных истории Ислама на Нижегородчине, произведения местных авторов и сборники материалов проводимых ДУМНО научно-практических конференций.
Большую роль в просвещении мусульман и представителей других конфессий в вопросах мусульманской религии и культуры играет библиотека медресе «Махинур», открытая для всех желающих. Библиотека насчитывает около 20 тысяч книг: репринтные издания XIX века, книги на арабском, персидском, татарском языках, книги по философии, политологии, искусству, истории.
Важной составляющей деятельности ДУМНО является благотворительность. С 1995 года функционирует отдел благотворительности ДУМНО. Устраиваются экскурсионно-благотворительные поездки по связанным с исламом достопримечательностям области. Деньги, собранные отделом благотворительности, деньги прихожан и спонсоров идут на помощь бедным, детям-сиротам и брошенным старикам, погорельцам и инвалидам. Во время Рамадана отдел организует благотворительные ифтары для прихожан мечети. Благотворительные обеды для малоимущих прихожан устраиваются и на основные мусульманские праздники. Отдел помогает людям разных национальностей и религий. Деятельность отдела благотворительности и всего аппарата ДУМНО финансируется благодаря поддержке прихожан и спонсоров.